# Delphinium umbraculorum
Delphinium umbraculorum és una espècie d'esperó conegut pel nom comú d'esperó de cavaller de paraigua. Tot i això, el seu epítet no denota un paraigua. En el seu lloc, descriu l'hàbitat d'aquesta planta, normalment llocs ombrívols i frescos. Sovint es confon amb D. parryii que té flors similars i D. patens amb tiges i fulles similars.
És una herba perenne que produeix una tija erecta de 40 a uns 80 centímetres d'alçada. Les fulles sense pèl es troben a la base de la planta i també al llarg de la tija. La inflorescència porta diverses flors amb sèpals amb reflexos de color blau fosc i un esperó de més d'un centímetre de llarg. El fruit fa entre 1 i 2 centímetres de llarg.
És endèmic de Califòrnia, on creix als boscos de les serralades costaneres, des dels comtats de Monterey fins als de Ventura.

## Taxonomia
Delphinium umbraculorum va ser descrita per Frank Harlan Lewis i Carl Clawson Epling i publicat a Brittonia 8(1): 19–20, f. 3, a l'any 1954.
Etimologia
Vegeu: Delphinium
umbraculorum: epítet llatí que significa "lloc ombrívol".